# Coli
Coli (Cor [koːɾ] o [kɔːɾ] in ligure, in dialetto bobbiese e in dialetto piacentino) è un comune italiano di 860 abitanti della provincia di Piacenza in Emilia-Romagna.
È luogo di villeggiatura estiva. Gran parte della popolazione si concentra nel capoluogo e nella frazione di Perino, centro più grande dell'intero territorio comunale, posta nel fondovalle lungo il percorso della strada statale 45 di Val Trebbia e, quindi, soggetta a un maggior flusso di lavoratori e studenti pendolari rispetto al capoluogo.

## Geografia fisica

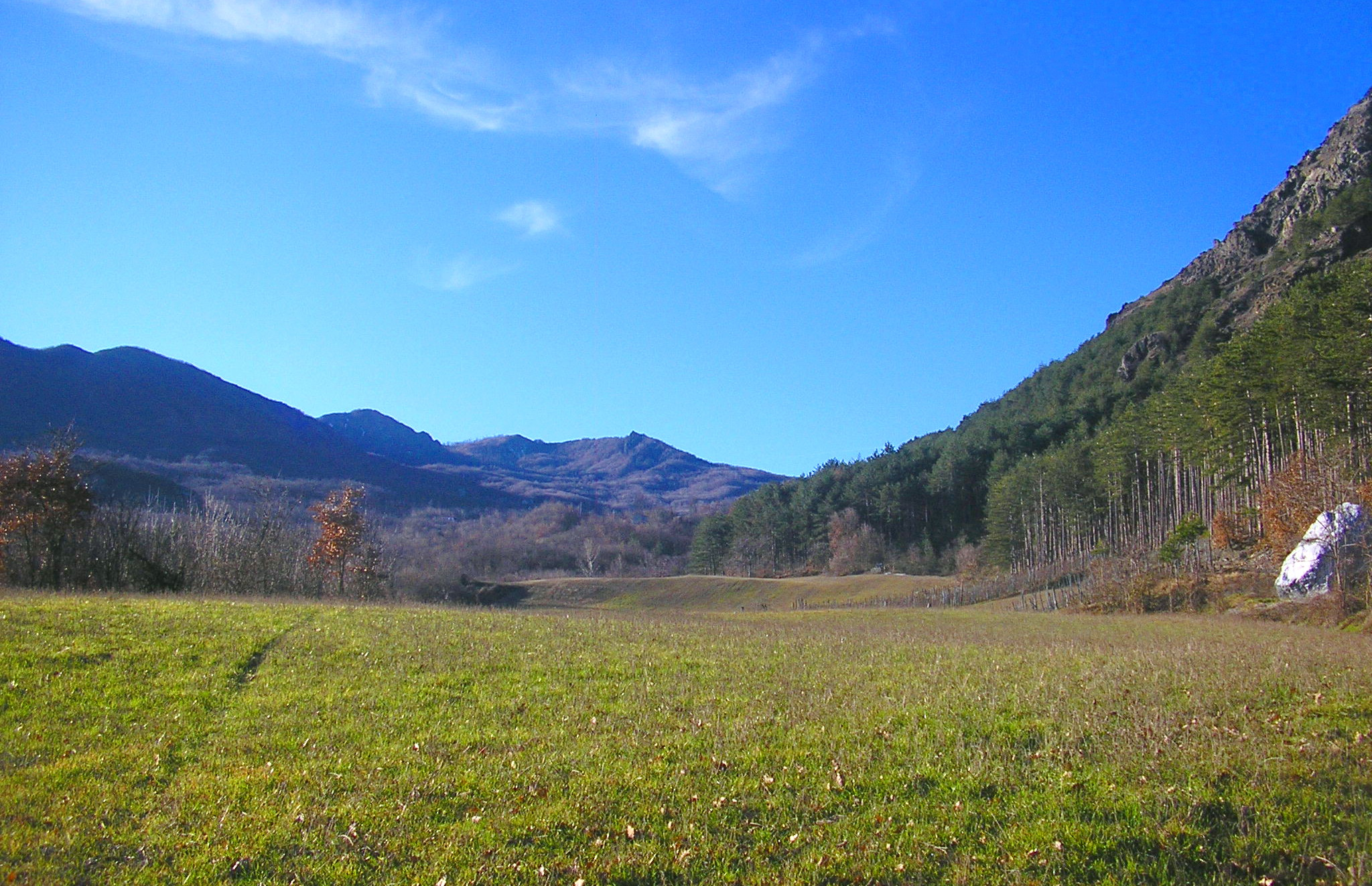
Il monte Armelio.

Il territorio comunale si estende in un ambiente montuoso sull'Appennino ligure, tra la val Trebbia, la val Perino, formata dall'omonimo torrente affluente della Trebbia e alcune vallate laterali della val Trebbia stessa, come la val Curiasca, formata dall'omonimo torrente, dove, ai piedi del monte Sant'Agostino, sulle pendici di un massiccio montuoso, la Concrena, posto trasversalmente rispetto al corso del fiume Trebbia.
Il territorio comunale presenta una forma allungata: tra la frazione di Perino, situata all'estremità settentrionale del territorio comunale, ad un'altezza di 208 m s.l.m. e Rosso, posta all'estremità meridionale, intercorrono circa 30 km. Anche l'escursione altimetrica è piuttosto accentuata, con il passaggio dal fondovalle di Perino, che si trova a 208 m s.l.m., fino alla vetta del monte Aserei, posta a 1432 m s.l.m.
A sud-ovest il confine con il comune di Bobbio è segnato da un tratto di confine convenzionale fino al monte Barberino, a nord del quale il confine è rappresentato dal corso del fiume Trebbia con l'eccezione della zona di Cassolo, frazione bobbiese posta sulla sponda destra del fiume. A nord-ovest la Trebbia segna anche il confine con il comune di Travo, che a nord è segnato dal torrente Perino. Il torrente segna, poi, a est il confine con il comune di Bettola, con l'eccezione della zona di Villanova, frazione bettolese situata sulla sponda sinistra del Perino. Più a sud il confine con il comune di Farini è dato dalle pendici del monte Capra (1310 m s.l.m. fino al monte Aserei dove, per un breve tratto, Coli confina con Ferriere. Infine, a sud, il confine con il comune di Corte Brugnatella è dato dal torrente Curiasca di Rosso.

## Storia
Il toponimo Coli deriva probabilmente da una popolazione ligure che si insediò nella zona nel I secolo d.C., mentre, secondo un'altra ipotesi il toponimo potrebbe derivare dal latino Caulae che significava cavità, ma anche rifugio per gli ovini, come testimoniato, dalla presenza all'interno del Codice Diplomatico Bobbiese delle espressioni Caulo pecorariciae, pratum in Caulo, plebs de Caulo, in Caulo pecoraritiae, pratum in Caulo, plebs de Caula e plebatus de Colli, fino ad arrivare all'espressione ecclesie de Collo et Porcile risalente al XIV secolo e contenuta all'interno del registro episcopale bobbiese. Successivamente, la zona fu abitata anche in età romana; Coli potrebbe essere identificabile con il vicus Colianum Ambitrebio, citato all'interno della tabula alimentaria traianea, come dipendente dal pagus Bagienno, identificato da alcuni con Bobbio, a sua volta afferente al municipium di Veleia.
Nel X secolo la chiesa di Coli, dedicata a San Vito, venne elevata a plebana. In epoca feudale il territorio colese fu sottomesso alla famiglia Grassi, esponente della fazione ghibellina, che durante il XIII secolo fece costruire il castello dei Magrini, andandovi a risiedere e mantenendolo fino al 1441 quando il forte passò sotto il controllo della famiglia Nicelli. A partire dal XVI secolo il territorio colese entrò a far parte del Ducato di Parma e Piacenza.
Nel 1806, a seguito delle riforme amministrative napoleoniche, Coli diviene sede di un comune, che comprendeva le frazioni sede di parrocchia di Aglio, Macerato, Metteglia, Ozzola, Peli, Pradovera, Rosso e Scabiazza. A differenza della gran parte del territorio comunale, dipendente anche dal punto di vista ecclesiastico dalla diocesi di Piacenza, le parrocchie delle frazioni di Rosso e Scabiazza, nonché Coli e l'eremo di San Michele rimasero alle dipendenze dalla diocesi di Bobbio.
Il 30 maggio 1808, per volontà di Napoleone, il Ducato di Parma e Piacenza venne incorporato all'interno dell'impero francese entrando a far parte, nel 1809, del dipartimento del Taro. Con la definitiva sconfitta napoleonica, nel 1814, venne ricostituito il Ducato di Parma e Piacenza, al quale il Comune di Coli apparterrà fino al 1860.
Nel 1868 la frazione di Pradovera venne distaccata dal comune di Coli entrando a far parte del neocostituito comune di Farini d'Olmo.
Il 17 luglio 1908 si verificò un violento nubifragio con una piena straordinaria della Trebbia che devastò case e campagne della zona di Coli, così come di tutta la vallata; i danni maggiori si ebbero nel territorio del mandamento bobbiese di Ottone e nella zona del confine tra le province di Genova e Pavia, con gravi danneggiamenti nell'abitato di Gorreto, la distruzione di cinque ponti lungo la statale 45, l'interruzione delle comunicazioni stradali fra Ottone e Torriglia e della linea telegrafica fra Bobbio e Genova.
Nel 1923, con il passaggio del comune di Bobbio dalla provincia di Pavia a quella di Piacenza, esso incorporò le frazioni di Bertuzzi e Callegari, precedentemente poste sotto la giurisdizione amministrativa colese. Nel 1952 le frazioni di Ozzola e Metteglia, vennero scorporate dal comune di Coli e aggregate al comune di Corte Brugnatella.
Il 19 settembre 1953 si verificò un'ulteriore alluvione che causò a Coli, così come in tutta la val Trebbia dal genovesato al piacentino, distruzioni imponenti e ingenti danni. Nel marzo 1957 si verificò la grande frana di Perino, che dalle pendici del monte Belvedere, distruggendo tre edifici e danneggiando la chiesa, che venne, poi, sostituita da un nuovo edificio costruito tra il 1958 e il 1969. Altri eventi franosi colpirono le frazioni di Pellegri e Cognasso nel 1964 e la frazione di Braschi nel 1977.
Nella notte fra il 14 e il 15 settembre 2015, parte del comune di Coli, così come il resto della val Trebbia, fu colpita dall'alluvione del fiume Trebbia, dovuta al maltempo, che causò ingenti danni.

### Simboli
Lo stemma e il gonfalone sono stati concessi con DPR del 21 novembre 1956.
Lo stemma comunale si ispira al blasone della famiglia Nicelli (d'oro, al castello al naturale, torricellato, aperto del campo, accompagnato in capo da tre gigli di azzurro, posti fra i quattro pendenti di un lambello dello stesso); il capo d'Angiò, benché rappresentato con colori alterati, è un chiaro simbolo della fazione guelfa.
Il gonfalone è un drappo troncato di rosso e di bianco.

## Monumenti e luoghi d'interesse

### Architetture religiose
Le parrocchie dipendono dalla diocesi di Piacenza-Bobbio Fino al 1989 la maggior parte delle parrocchie erano nella diocesi di Piacenza, tranne le parrocchie di Coli, insieme all'eremo di San Michele, e di S. Lorenzo di Rossopiana di Rosso che erano nella diocesi di Bobbio.

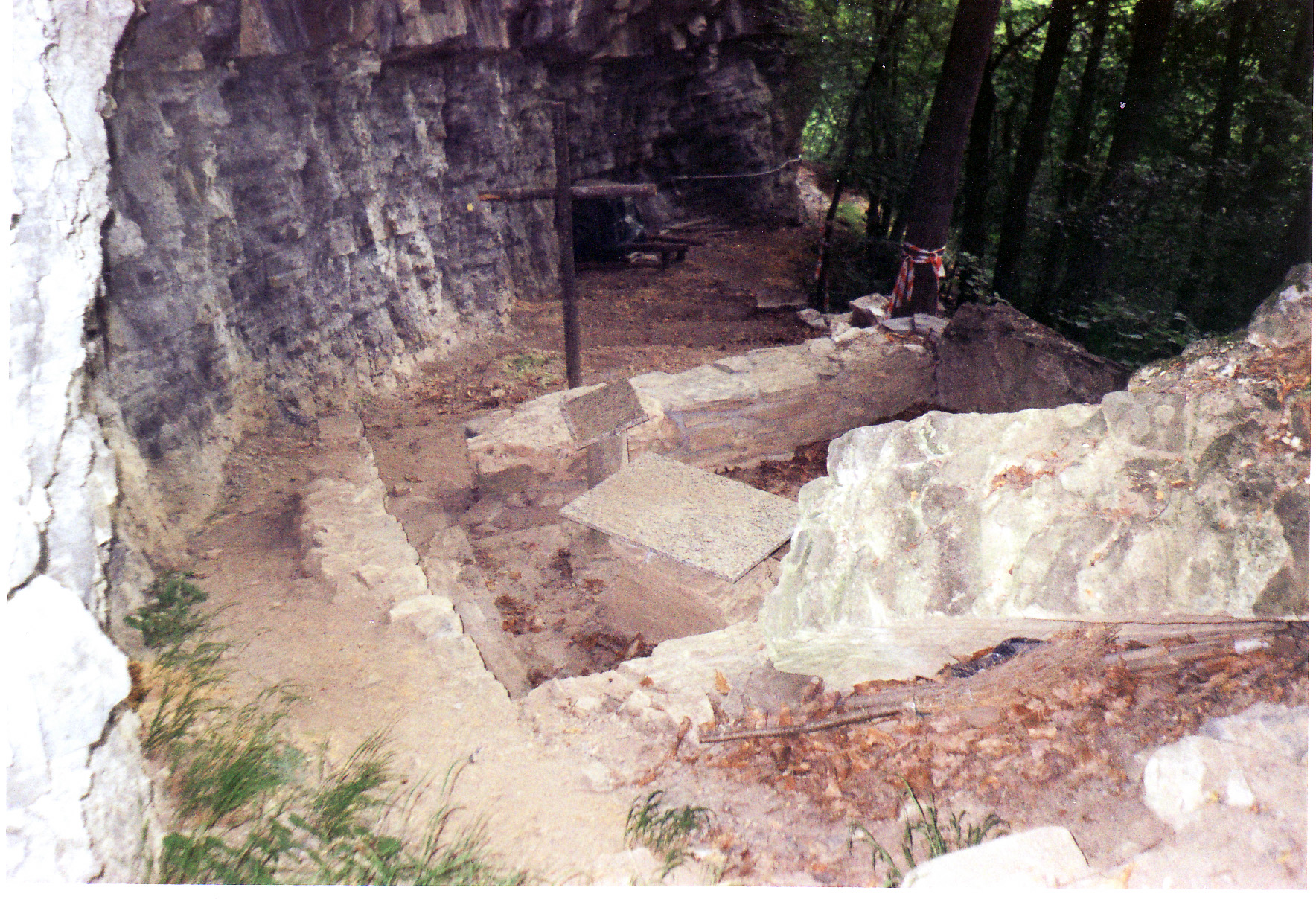
Resti dell'eremo di San Michele nella grotta-spelonca di san Colombano.

- Chiesa parrocchiale di San Vito, Modesto e Crescenzia di Coli. La chiesa antica, risalente al 1014 e un tempo dipendente dal monastero di San Colombano di Bobbio, ad una sola navata, fu elevata a plebana nel X secolo e andò distrutta nel XVIII secolo. Nel 1775 incominciò la costruzione del nuovo edificio che venne portata a termine nel 1825. Inizialmente a due sole navate, tra il 1855 e il 1859 vennero aggiunti la terza navata e la torre campanaria, mentre gli affreschi negli interni, opera di Staglieno Zuccarelli e Mario Cremonesi risalgono al 1908[15]. All'interno della chiesa, è custodita la Crux michaelica o croce di S. Michele, un'antica croce in pietra scolpita in precedenza collocata all'esterno, recuperata nel 1860, nelle acque del Curiasca dove era stata trasportata a causa di un evento franoso proveniente dai resti della crollata chiesa di San Michele della Spelonca[5]. A differenza degli altri edifici religiosi del territorio comunale, prima della creazione della diocesi di Piacenza-Bobbio la chiesa e la parrocchia dipendevano dalla diocesi di Bobbio e non dalla diocesi di Piacenza.
- Eremo di San Michele nella Curiasca di San Michele di Coli detta la Spelonca o grotta di san Colombano, posto alle dipendenze della parrocchia di Coli. Venne fondato ed eretto da san Colombano durante la Quaresima del 615 e, secondo una leggenda devozionale locale, fu il luogo della morte del santo, avvenuta il 23 novembre del medesimo anno[5]. Nel X secolo la chiesetta venne ampliata sotto la grotta e dedicata al santo irlandese, mentre nelle vicinanze venne eretta una seconda costruzione, sempre dedicata a San Michele Arcangelo, con la funzione di luogo di culto e sede parrocchiale per gli abitanti delle zone e delle frazioni di Costiere, Barche e Rosso. All'inizio del XVII secolo l'antica sede parrocchiale venne trasferita a Rosso[27] rimanendo alle dipendenze della diocesi di Bobbio. Nell'Ottocento le due chiese rovinarono e di esse rimangono alcuni resti parzialmente recuperati[5].
- Santuario di Sant'Agostino (Santuari ad Sant'Agüsten in dialetto bobbiese) posto nella località Sant'Agostino, alle dipendenze della parrocchia di Coli. Venne costruito a partire dal 1622[8] per volontà del vescovo di Bobbio, l'agostiniano Francesco Maria Abbiati, e terminato nel 1624. L'edificio venne restaurato nel 1753 da Gaspare Lancillotto Birago , ancora, nel 1856 da Pier Giuseppe Vaggi. La nuova facciata a capanna in pietra a vista, con una statua in marmo raffigurante Sant'Agostino, realizzata dallo scultore Paolo Perotti, risale al 1968. L'interno si caratterizza per una pianta a navata singola a croce latina[28]. Ogni anno vi si celebra la festa del santo patrono[8].
- Chiesa del Sacro Cuore , situata nella frazione di Barche, venne costruita nel 1933 in stile neogotico e posta alle dipendenze della parrocchia di Rossopiana; presenta un'unica navata molto alta con soffitto caratterizzato da archi in stile gotico[27].
- Chiesa parrocchiale di San Medardo Martire, posta nella frazione di Peli, venne costruita nel XII secolo ed appartenente al monastero di San Paolo di Mezzano Scotti. Nel 1599 venne citata come dipendente dalla pieve di Centenaro, per poi venire ricostruita nel XVII secolo. Presenta una facciata a capanna con singolo portale in pietra sopra al quale è presente una finestra di ridotte dimensioni. L'interno ha una struttura basilicale a navata unica formata da tre ambienti di forma rettangolare divisi tra loro da archi a tutto sesto e decorati con stucchi in stile rococò[29].
- Oratorio di San Rocco, posto fra le frazioni di Cornaro e Peli, l'edificio fu costruito nel 1863, mentre il campanile è più recente e risale al 1980. L'oratorio presenta una facciata a capanna con un unico portale sopra al quale si trova un rosone. La pianta è a aula con due campate[30].
- Oratorio del Cuore Immacolato di Maria, situato nella frazione di Pescina, venne edificato nel 1720[31] ed è posto alle dipendenze della parrocchia di Peli.
- Oratorio di San Lorenzo, nella frazione di Rosso, alle dipendenze della parrocchia di Rossopiana.
- Chiesa parrocchiale di San Lorenzo di Rossopiana, nella frazione di Rosso. Costruita in stile neoromanico tra il 1929 e il 1933, presenta una pianta a navata singola voltata a botte[32]. A differenza degli altri edifici religiosi del territorio comunale, prima della creazione della diocesi di Piacenza-Bobbio la chiesa e la parrocchia dipendevano dalla diocesi di Bobbio e non dalla diocesi di Piacenza.
- Chiesa di Santa Cecilia, situata nella frazione di Santa Cecilia a Porcile, posta alle dipendenze della parrocchia di Coli. L'edificio origina da una cella monastica citata negli estimi dell'abbazia di San Colombano di Bobbio nell'862. Sorge nel centro della frazione, sulla sommità di una piccola scalinata e presenta una facciata a capanna intonacata di bianco[33].
- Chiesa parrocchiale di Sant'Anastasia, posta nella frazione di Scabiazza, edificata nell'862 dai monaci di Bobbio, fu alle dipendenze del monastero di S. Paolo di Mezzano. Venne riedificata nel XVIII secolo partendo da una cappella risalente al cinquecento che venne allungata e dotata di una nuova facciata a capanna tripartita con due ordini di lesene sovrapposte. Presenta uno schema basilicale a navata unica con cappelle votive che si aprono su essa[34].
- Chiesa parrocchiale di San Michele Arcangelo, situata nella frazione di Aglio. Chiesa di origine longobarda inizialmente posta alle dipendenze del monastero di San Colombano, nel 1599 era dipendente dalla pieve di Travo. Probabilmente ricostruita nel 1725 come testimoniato da una data presente sulle murature più antiche, venne ampliata nel 1920 con l'aggiunta di due cappelle consacrate alla Beata Vergine di Lourdes e a San Giuseppe. La torre campanaria risale al 1950. La facciata è a salienti divisa in tre parti con un ampio rosone centrale di forma rotonda. L'interno si divide in tre navate formate da tre campate con volta a botte, con le due laterali che ospitano le cappelle votive[35].
- Chiesa parrocchiale di San Luigi Gonzaga, posta nella frazione di Perino. La chiesa venne eretta tra il 1958 e il 1969 su progetto dell'ingegner Francesco De Benedetti in sostituzione dell'edificio precedente, costruito nel 1895 e pesantemente danneggiato a seguito di una frana caduta su Perino nel marzo 1957. Presenta una facciata in mattoni a vista con pilastri in cemento armato sui lati[22].
- Oratorio della Beata Vergine del Voto, nella frazione di Perino.
- Santuario dell'Apparizione della Vergine di Fatima posto nella frazione di Filippazzi, venne costruito nel 1987, conserva al suo interno una statua della Beata Vergine Maria scolpita in Portogallo e benedetta da papa Giovanni Paolo II nel 1988[36].
- Chiesa di San Bartolomeo Apostolo, situata nella frazione di Macerato, è posta alle dipendenze della parrocchia di Perino. Costruita come oratorio privato al servizio del castello prima del XIII secolo, venne ampliata tra quel secolo e il successivo. Nel 1437 divenne chiesa parrocchiale. Presenta una facciata in pietra con un unico portale sormontato da una finestra rettangolare[37].

### Architetture civili
- Vecchio Municipio, costruito sul finire del settecento, è stato adibito a ostello a partire dal 1981 e radicalmente restaurato nel 2011[38].

### Architetture militari
- Castello dei Magrini, costruito intorno al duecento da parte della nobile famiglia ghibellina dei Grassi, passò alla famiglia Nicelli dopo che i Grassi si erano spostati nel vicino castello di Faraneto. Rimase formalmente di proprietà dei Nicelli fino al 1860, anche se l'edificio, già da tempo, aveva cessato la sua funzione residenziale e militare. Nel 1964 buona parte del castello crollò all'interno del greto del torrente sottostante[39]. Dell'edificio restano soltanto i resti in rovina di una torre di avvistamento[40].
- Castello di Faraneto, edificato dalla famiglia Grassi che vi si ritirò dopo aver ceduto il castello dei Magrini alla famiglia Nicelli. Nel seicento venne abbandonato dalla famiglia che si spostò a Piacenza. Nel 1828 il nobile Francesco Grassi, una volta ottenuta la carica di podestà di Piacenza, si interessò del castello, facendone restaurare i dipinti e dotandolo di un oratorio realizzato in stile romanico. Nel 1917, acquistato dalla famiglia Platè, che lo trasformò in abitazione di campagna e in ricovero per attrezzi agricoli. L'edificio, che ha subito un restauro completo nei primi anni duemila, presenta un imponente salone lungo 43 m e largo 22[41].
- Torre di Macerato, ultima parte superstite di un più ampio castello risalente all'epoca alto-medioevale. Fu, a partire dal 1026, fu proprietà del monastero di S. Paolo di Mezzano, al quale rimase fino al XIII secolo, passando, poi, agli Anguissola e poi ai Caracciolo, i quali lo cedettero a agricoltori locali durante l'Ottocento[42].
- Castello di Pozzo[43], con una torre merlata su pianta quadrata, il cortile del fortilizio è contornato da antiche case in sasso; era un avamposto al vicino castello di Macerato.

### Altro

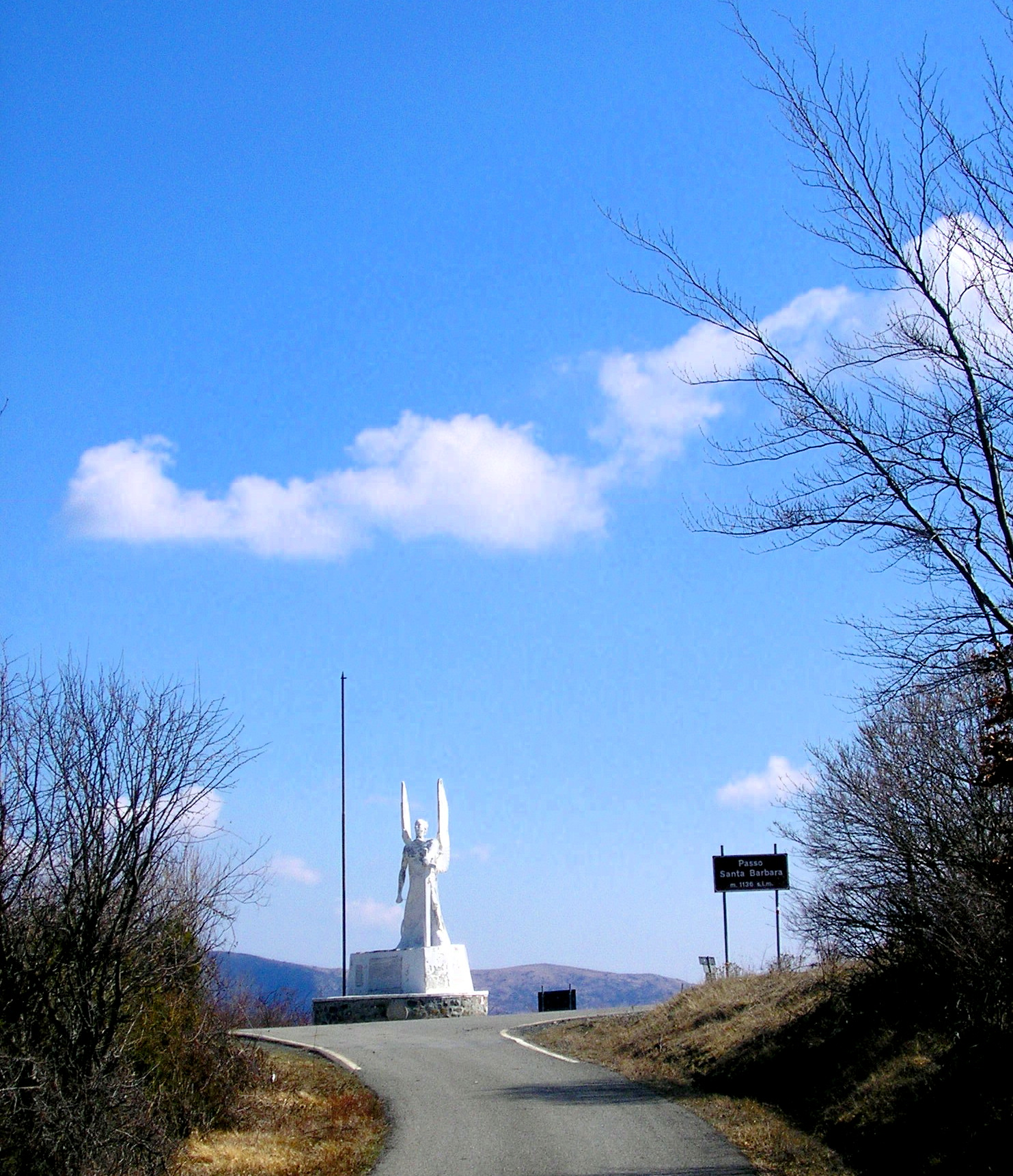
Il passo Santa Barbara con l'Angelone.

- Statua dell'Angelone, statua di santa Barbara opera dello scultore Luigi Orestano donata agli Scuola Allievi Ufficiali del Genio di Pavia nel 1936[senza fonte] e collocata sulla cima del passo Santa Barbara, valico che separa la val Trebbia dalla val Perino a 1136 m s.l.m.[44] La statua fu restaurata nel 1970 ad opera della Federazione Provinciale di Piacenza dei Combattenti e Reduci, con la posa, ai piedi della statua, di una stele con inciso "A ricordo della industrie opera dei Genieri del III C.A. che auspice il Generale Umberto utili valoroso comandante del Corpo Italiano di Liberazione in guerra e alfiere di progresso in pace aprirono strade e convogliarono acque in fraterna solidarietà con le popolazioni di queste valli."[senza fonte]

## Società

### Evoluzione demografica
Abitanti censiti

## Cultura
Questo paese fa parte del territorio culturalmente omogeneo delle quattro province (Alessandria, Genova, Pavia, Piacenza), caratterizzato da usi e costumi comuni e da un importante repertorio di musiche e balli molto antichi. Strumento principe di questa zona è il piffero appenninico che accompagnato dalla fisarmonica, e un tempo dalla müsa (cornamusa appenninica), guida le danze e anima le feste.

### Etnie e minoranze straniere
Secondo i dati Istat al 1º gennaio 2023 i cittadini stranieri residenti a Coli sono 60, pari al 7.17% della popolazione comunale.

## Geografia antropica

### Frazioni

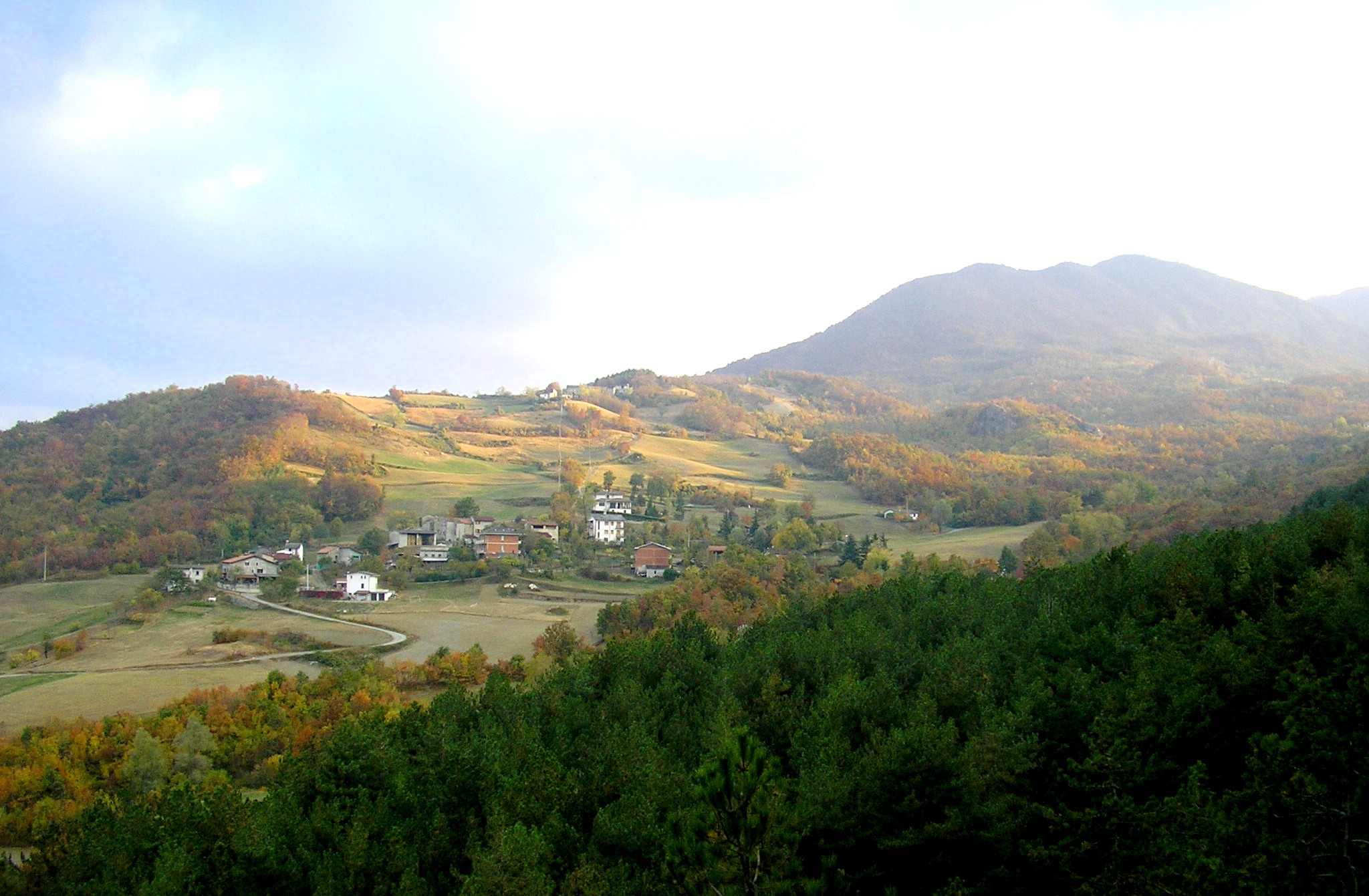
Panorama dei Boioli di Perino.

#### Coli
Coli, situato a 638 m s.l.m. è il capoluogo del comune nonché principale centro della val Curiasca ed è situato ai piedi del monte S. Agostino (1256 m s.l.m.). Il paese è raggiungibile da Bobbio, da cui dista circa 7 km tramite una strada provinciale che si dirama dalla strada statale 45. Il centro abitato si è sviluppato attorno alla chiesa parrocchiale, posta in piazza Aldo Moro, dove si svolgono tutte le manifestazioni principali della località e da dove si dipartono le strade che raggiungono varie frazioni.

#### Perino
La frazione di Perino è la più popolata del territorio comunale ed è posta a 208 m s.l.m. sulla riva destra del fiume Trebbia lungo il percorso della strada statale 45. Il paese è all'estremo nord del territorio comunale, sul confine con il comune di Travo, rappresentato dal corso del torrente Perino da cui deriva il nome della frazione. Il centro è sorto alla fine dell'Ottocento e cresciuto rapidamente grazie al collegamento stradale. Nella piazza del Mercato si tiene il mercato comunale e si trova la sede di un ufficio distaccato del comune. Nella piazza vi sono due chiese; la prima, più antica, è stata abbandonata dopo la frana del 1957 e, in seguito, trasformata in edificio comunale, mentre, di fronte all'edificio storico, è sorta la nuova chiesa parrocchiale, consacrata nel 1970.

#### Pozzo
La frazione di Pozzo sorge a 437 m s.l.m. ed è il primo insediamento che si incontra lungo la vecchia strada di collegamento fra Perino e Coli. L'insediamento presenta testimonianze medievali tra cui il castello di Pozzo, un piccolo borgo fortificato con al centro una torre quadrata, ancora in buone condizioni strutturali. Dalla sommità della torre merlata si gode un panorama che abbraccia la val Trebbia fino alla pianura Padana, il torrente Perino dal monte Osero fino alla sua foce nella Trebbia e, tutt'intorno, la corona di monti tra cui la Pietra Parcellara il monte Penice, il monte Armelio e il massiccio montuoso della Concrena.

#### Aglio
La frazione di Aglio, posta in val Perino a 612 m s.l.m., fu abitata in antichità da tribù liguri e celtiche che furono, poi, sopraffatte dall'arrivo dei legionari romani che edificarono, nel luogo dell'antico abitato ligure-celtico, un castrum.
Un'ipotesi riguardante l'origine del toponimo vuole che il nome Aglio derivi dal termine latino Alium che significa "altro" riferito a un ennesimo accampamento militare presente nella zona. L'abitato venne rifondato nel medioevo dai Longobardi.
Un'altra ipotesi riguardante l'origine del toponimo afferma che il nome Aglio venne preso dal nome di un certo Aliano proprietario del territorio e benefattore del monastero di San Colombano di Bobbio, citato nelle pergamene del XII secolo. In seguito Aglio rientrò nel feudo di Pradovera e passò nel 1414 agli Anguissola e nel 1473 ai Caracciolo.

#### Macerato
Situata a 546 m s.l.m. all'interno della frazione si trova la torre, ultima parte superstite di un castello alto-medievale di proprietà dei monaci benedettini del monastero di San Paolo di Mezzano Scotti, a cui rimase dal 1026 agli ultimi anni del XIII secolo quando entrò nelle proprietà della famiglia Anguissola che fu, sostituita, a sua volta, dalla famiglia Caracciolo, prima di diventare di proprietà di alcuni agricoltori della zona durante l'Ottocento.

#### Faraneto
La frazione di Faraneto è una piccola località della val Curiasca, centro medioevale della signoria di Faraneto, dominata dalla famiglia ghibellina dei Grassi, a cui si deve la costruzione, nel corso del XIII secolo, di un castello, poi trasformato nel XVI secolo in palazzo signorile, a cui, nel 1649, venne aggiunto l'oratorio di San Rocco. La famiglia Grassi nel XVIII secolo si spostò a Piacenza dando avvio alla decadenza del castello e della località.

#### Gavi
La frazione di Gavi è posta nelle vicinanze dell'omonimo monte alto 1018 m s.l.m., sulla sponda destra della val Trebbia, di fronte alla frazione bobbiese di Mezzano Scotti. Fino all'Ottocento era un centro fiorente e più popoloso della stessa Coli, come centro agricolo e di allevamenti, decadde rapidamente per l'infelice collocazione stradale e la difficoltà di spostamento.

#### Rosso
La frazione di Rosso è un piccolo paese posto sulla sponda destra della val Curiasca, sul versante ovest del Monte Aserei; si tratta della frazione posta più a sud di tutto il territorio comunale. Sorse all'inizio del XVI secolo come dipendenza ecclesiastica della parrocchia di San Michele della Spelonca dell'Eremo della Curiasca, assieme alle vicine località di Barche e Costiere. All'inizio del XVII secolo la chiesa dedicata a San Lorenzo divenne la nuova sede parrocchiale denominata Rossopiana, nonostante la forte opposizione del vescovo di Piacenza, cui dipendeva il restante territorio ecclesiastico del comune di Coli; la causa continuò fino al 1647 quando un processo canonico assegnò definitivamente la parrocchia ed il territorio alla diocesi di Bobbio.

#### Santa Cecilia
La piccola frazione di Santa Cecilia, posta a 687 m s.l.m. fu una cella monastica del monastero di San Colombano di Bobbio con il toponimo di Porcile, derivato dalla presenza di un allevamento di maiali e compare nell'estimo monastico dell'862. La locale ed antichissima chiesa dedicata a Santa Cecilia diede, in seguito, il nome all'intera località.

#### Scabiazza
La frazione di Scabiazza, posta a 481 m s.l.m. posta nei pressi del corso del fiume Trebbia e raggiungibile dalla statale 45 dalla vicina località di Pradella, fu una fiorente cella monastica del monastero di San Colombano di Bobbio, venendo documentata già nell'862 come cella ed oratorio di Sant'Anastasio di Scabiazza. Nel 1319 fu unita alla chiesa di Sant'Ambrogio di Bobbio dalla quale fu distaccata nel 1782 con il ritorno, anche ecclesiasticamente, alle dipendenze di Coli.

## Economia
La zona di Coli è caratterizzata dalla vocazione turistica come centro di villeggiatura estiva, in special modo lungo il corso del fiume Trebbia, dove vengono praticati canoa, kayak e rafting. La zona nord del comune, nei pressi di Perino è anche un centro agricolo, vocato alla produzione del vino Trebbianino DOC.

## Infrastrutture e trasporti
Il territorio comunale è attraversato dalla strada statale 45 di Val Trebbia. Dalla essa si dipanano numerose strade provinciali e comunali; da Perino sale la strada provinciale 39 che, attraverso il passo del Cerro, conduce a Bettola in val Nure, mentre a Coli inizia la strada provinciale 57 di Aserei che, attraverso il passo di Santa Barbara e il passo della Cappelletta, conduce a Farini. Coli è collegata a Bobbio dalla strada provinciale 16 di Coli.

## Amministrazione
Di seguito è presentata una tabella relativa alle amministrazioni che si sono succedute in questo comune.
| Periodo        | Periodo        | Primo cittadino | Partito                                     | Carica  | Note   |
| -------------- | -------------- | --------------- | ------------------------------------------- | ------- | ------ |
| 17 giugno 1985 | 26 maggio 1990 | Luigi Bertuzzi  | Democrazia Cristiana                        | Sindaco | [ 55 ] |
| 26 maggio 1990 | 24 aprile 1995 | Luigi Bertuzzi  | Democrazia Cristiana                        | Sindaco | [ 55 ] |
| 24 aprile 1995 | 14 giugno 1999 | Luigi Bertuzzi  | Centro                                      | Sindaco | [ 55 ] |
| 14 giugno 1999 | 14 giugno 2004 | Luigi Bertuzzi  | Partito Popolare Italiano                   | Sindaco | [ 55 ] |
| 14 giugno 2004 | 8 giugno 2009  | Severino Armani | Lista civica                                | Sindaco | [ 55 ] |
| 8 giugno 2009  | 26 maggio 2014 | Massimo Poggi   | Lista civica                                | Sindaco | [ 55 ] |
| 26 maggio 2014 | 27 maggio 2019 | Luigi Bertuzzi  | Lista civica Insieme per la nostra montagna | Sindaco | [ 55 ] |
| 27 maggio 2019 | 9 giugno 2024  | Renato Torre    | Lista civica Azione in comune               | Sindaco | [ 55 ] |
| 9 giugno 2024  | in carica      | Ester Pugni     | Lista civica In comune con noi              | Sindaco | [ 55 ] |

### Altre informazioni amministrative
Coli ha fatto parte della comunità montana Appennino Piacentino dal 1971, anno di costituzione dell'ente, fino al suo scioglimento, avvenuto nel 2013. In seguito è entrato a far parte dell'Unione Montana Valli Trebbia e Luretta.